# Analyse harmonique (musique)
Pour la branche des mathématiques, voir Analyse harmonique (mathématiques).
 (mai 2019).
En musique tonale, l’analyse harmonique est une discipline de la théorie de la musique, et une partie de l'analyse musicale. Elle cherche à reconnaître la nature et la fonction des accords dans l'harmonie tonale et, comme moyen pédagogique, à comprendre la syntaxe harmonique d'une œuvre musicale.

## Deux approches
L'analyse harmonique consiste à montrer la nature, la fonction des accords les uns par rapport aux autres et classifier les notes étrangères à l'harmonie. Il existe pour cela essentiellement deux méthodes différentes :
- la théorie des degrés, d'utilisation générale dans les pays non-germaniques,
- la théorie des fonctions, utilisée surtout en Allemagne, mais d'intérêt suffisant pour être mentionnée ici.

On voit de prime abord, que la nature des accords est liée au contexte de leur utilisation, puisque aucune théorie existante ne décrit l'accord pour soi-même.
La théorie des degrés (inventée au début du XIXe siècle) part d'une fonction par note de la gamme et fonctionne au mieux dans une musique tonale non-modulante. Chaque modulation, même de très courte durée (un seul accord) doit être représentée par un signe de modulation ou le cas échéant par une dominante passagère. L'analyse se fait directement sur la partition, qui est nécessaire, au moyen d'annotations.
La théorie des fonctions, présentée en 1893 par Hugo Riemann constitue un développement de la théorie des degrés en proposant un système de construction de fonctions permettant de décrire les fonctions de manière différenciée, tout en gardant lesdites fonctions de base. Mais elle est difficile à lire dans le cas de marches d'harmonie. L'analyse se fait sur un texte indépendant et doit pouvoir être lue sans connaissance de la partition originale.
Il faut donc faire un choix en fonction de la musique à analyser, conscient que pousser une méthode d'analyse à ses limites rendra la lecture plus difficile et son intérêt pédagogique plus limité. En effet, la théorie des fonctions est plus adaptée à l'analyse des œuvres tonales jusqu'à la fin de la tonalité. Mais aucune des deux théories n'est réellement adaptée à décrire les musiques modales ou les musiques non-tonales du XXe siècle. De plus, on se rendra compte qu'en certains points, la formation des musiciens diffère selon le système employé, ceux-ci entendent la musique différemment.

### Des exemples simples

#### Le rôle de la fonction, complémentaire de la nature d'un accord
En Do majeur, le même accord parfait majeur (partant de la note de basse on trouve une relation de tierce majeure et une relation de quinte juste) se rencontre sur trois degrés, remplissant ainsi trois fonctions différentes : la tonique, la sous-dominante et la dominante. Jusque-là, les deux théories décrivent la musique de la même manière.
Toujours en Do majeur, l'accord ré-fa dièse-la sera décrit comme une dominante passagère ou une double-dominante, seule la notation diffère : II dans la théorie des degrés, DD (double dominante) dans la théorie des fonctions. Dans ce cas, seul le chiffrage met en lumière une fonction différente, mais ne la décrit pas dans la théorie des degrés.
Plus évolué, l'exemple suivant montre plus avant la nécessité de choisir l'un ou l'autre système d'analyse en fonction de la musique à analyser. La suite d'accords do-mi-sol ; ré-fa dièse-la ; sol-si-ré exige de l'analyste de prendre une décision au sujet des fonctions représentées. Dans le cas de la théorie des degrés, il écrira : {\displaystyle {\underset {\text{I}}{\scriptstyle {5}}}\quad {\underset {\text{II}}{\scriptscriptstyle {\#}}}\quad {\underset {\text{V}}{\scriptstyle {5}}}}, mettant seulement en lumière le dièse inattendu sur le IIème degré. Utilisant la théorie des fonctions, il écrira le cas échéant : (S D) D, mettant en lumière le caractère passager de sous-dominante que prend la tonique, ainsi que le caractère passager de dominante de la dominante que prend le second degré.
On peut cependant noter l'utilisation dans la théorie des degrés d'une autre notation des dominantes passagères : V/X (pour la dominante de la tonalité X). Dans l'exemple précédent, on écrirait donc I V/V V au lieu de I II V ; ce qui conserve la vision de la dominante passagère.

#### Autre exemple: la marche d'harmonie
Représentée par la théorie des fonctions, une marche d'harmonie gagne en clarté. Toujours en Do majeur, la marche d'harmonie do-mi-sol sol-si-ré la-do-mi mi-sol-si sera représentée par l'analyse par degrés comme I-V-VI-III, dans l'analyse par fonctions T-D-Tp-Dp, mettant aussi en lumière la relation Tonique-Dominante dans la seconde partie de la séquence. En allant plus loin avec fa-la-do do-mi-sol, on obtiendrait I-V-VI-III-IV-I et T-D-Tp-Dp-S-T ; dans le second cas, il est moins évident de lire une marche d'harmonie. C'est d'ailleurs la seule faiblesse de la théorie des fonctions, qui se résout le plus souvent par un passage au modèle des degrés.

### Les fonctions
La théorie des degrés part de sept degrés, les sept notes de la gamme. En cela, elle prolonge la pratique de la conduite de la basse et révèle sa naissance vers la fin de période de la basse continue. La théorie des fonctions part de trois fonctions : la tonique (T), la sous-dominante (S) et la dominante (D) enrichie par des modificateurs de ces fonctions. Ainsi, T, S et D écrit en majuscules symbolisent des fonctions en majeur, t, s, et d des fonctions mineures. La notion de relative (parallel en allemand, symbolisée par p ou P) et de contre (Gegenklang en Allemand, symbolisé par g ou G) enrichissent les possibilités de combinaison, avec une syntaxe clairement définie. Des parenthèses signalent une section de modulation passagère, des crochets un accord sous-entendu, le doublement d'un symbole épargne une parenthèse DD = (D) D, la rature d'un symbole signale la non-existence de la fondamentale (en général pour des accords de 4 sons ou plus). Ce dernier cas montre une différence typique de concept sonore entre les deux concepts : l'accord si-ré-fa en do majeur sera dans le premier considéré comme un accord diminué sur le septième (VII) degré, alors que dans le second, il sera considéré comme un accord de septième de dominante sans sa fondamentale. Un autre cas, tout aussi typique, montrant la différence entre les deux concepts serait l'accord de sixte sur la sous-dominante. Considéré comme le premier renversement du second degré dans un cas ({\displaystyle {\underset {\text{IV}}{\scriptstyle {6}}}}), il sera considéré dans l'autre cas comme un accord de quinte avec sixte ajoutée sur la sous-dominante, mais sans la quinte : S6. La différence sera encore plus claire dans le cas de l'accord de quinte et sixte : pour les uns, le premier renversement de l'accord de septième d'espèce du second degré, pour les autres, un accord de sous-dominante dans sa position fondamentale avec sixte ajoutée. On voit donc qu'il s'agit aussi, entre ces deux méthodes d'analyse, de deux façons différentes d'entendre la musique.

### Le chiffrage des accords
Le chiffrage des accords est fondamentalement différent selon l'instrument d'analyse choisi. Selon la théorie des degrés, un accord de septième de dominante, par exemple, est symbolisé par : {\displaystyle {\underset {+}{\textstyle {7}}}} et son deuxième renversement par : +6. On reconnait aisément que le chiffrage dans la théorie des degrés est dérivé de la pratique de la basse chiffrée, alors même qu'en harmonie on parlera d'un accord de septième de dominante sans fondamentale. L'intérêt pédagogique est que l'étudiant doit clairement visualiser la position réduite de l'accord avant de le symboliser.
Dans la théorie des fonctions, un même accord s'écrira toujours de la même manière, ici : D7 et {\displaystyle {\underset {\text{5}}{\textstyle {D7}}}} (accord de septième de dominante avec la quinte à la basse), montrant la nature d'accord de septième de dominante au premier coup d'œil. La note de basse est mentionnée en dessous de l'accord. Cette méthode gagne donc en lisibilité, la couleur d'un accord étant toujours symbolisée de la même manière, indépendamment de son renversement.

### Les notes étrangères à l'harmonie
Les deux théories nomment les notes étrangères à l'harmonie de la même manière : note de passage, broderie, retard, appoggiature, échappée etc. Cependant, la tendance dans la théorie des fonctions à décrire la musique de façon indépendante de la partition pousse à chiffrer aussi les notes de passage au moyen d'un tiret. Sur l'accord do-mi-sol, une note de passage fa, entre sol et mi serait représentée par un p sur la partition (théorie des degrés) et un 5-4 3 (théorie des fonctions).